# Qantas Freight
Qantas Freight (укр. Фрахтователь, вимовляється — /квонтес фрейт/) — дочірнє підприємство авіакомпанії Qantas, що відповідає за вантажні перевезення «групи авіакомпаній Qantas». Є власником вантажної авіакомпанії Express Freighters Australia, експедиторської компанії DPEX Worldwide, а також компанії-перевізника Jets Transport Express. Також спільно з Поштовою службою Австралії є співвласником двох спільних підприємств: логістичної компанії Australian air Express і компанії-перевізника Star Track Express.

## Пункти призначення
- Австралія
  - Мельбурн — Міжнародний аеропорт Тулламарін
  - Сідней — Міжнародний аеропорт Кінгсфорд Сміт
- Бразилія
  - Сан-Паулу — Міжнародний аеропорт Сан-Паулу-Гуарульюс
- Китай
  - Шанхай — Міжнародний аеропорт Пудун
- Німеччина
  - Франкфурт-на-Майні — Міжнародний аеропорт Франкфурт - Ханн
- Гонконг
  - Міжнародний аеропорт Гонконгу
- Нова Зеландія
  - Окленд — Міжнародний аеропорт Окленд
  - Крайстчерч — Міжнародний аеропорт Крайстчерч
- Південна Корея
  - Сеул — Міжнародний аеропорт Інчхон
- Таїланд
  - Бангкок — Міжнародний аеропорт Суварнабхумі
- ОАЕ
  - Дубай — Міжнародний аеропорт Дубай
- США
  - Анкоридж — Міжнародний аеропорт Тед Стівенс
  - Чикаго — Аеропорт О'Хара
  - Даллас — Міжнародний аеропорт Даллас - Форт-Верт
  - Гонолулу — Міжнародний аеропорт Гонолулу
  - Лос-Анджелес — Міжнародний аеропорт Лос-Анджелес - LAX
  - Нью-Йорк — Міжнародний аеропорт імені Джона Кеннеді
  - Толідо — аеропорт Толідо Експресс
- В'єтнам
  - Хошимін — Міжнародний аеропорт Таншоннят

## Флот
Крім розміщення вантажів на борту міжнародних рейсів авіакомпаній Qantas і Jetstar Airways, Qantas Freight експлуатує такі літаки:

## Картельна змову
У Сполучених Штатах проти декількох авіакомпаній, включаючи Qantas Freight, були висунуті звинувачення в картельній змові в період з 2000 по 2006 роки. Першою була оштрафована авіакомпанія British Airways на $300 млн. В листопаді 2007 року, вирішивши не чекати фіналу, компанія Qantas Freight визнала себе винною і була оштрафована на $61 млн. У травні 2008 року за взаємною згодою між Qantas Freight і Урядом США, колишній глава компанії сів у в'язницю на вісім місяців.
Паралельно з цим в Австралії «Комісія з конкуренції та захисту прав споживачів» почала своє власне розслідування діяльності компанії. У жовтні 2008 року управління Qantas Freight погодилося з висновками Комісії і погодилося виплатити AU$20 млн.